# Aleksandr Majorov (regista)
Aleksandr Majorov (2 gennaio 1942 – Tbilisi, 11 luglio 2017) è stato un regista sovietico.

## Filmografia parziale

### Regista
- Zolotye rybki (1981)
- Šans (1984)